# Рихарда Швабска
Рихарда Швабска (на немски: Richardis, Richgard; * 840; † 18 септември 900, Андлау, Елзас) е съпруга на император Карл III. Тя е от 881 до 888 г. императрица на Свещената Римска империя, от 876 до 887 г. кралица на Източното франкско кралство и от 884 до 888 г. кралица на Западното франкско кралство.

## Биография
Тя е дъщеря на Ерхангер от Швабия, граф на Нордгау от фамилията Ахалолфинги.
През 862 г. Рихарда се омъжва за Карл III и е коронована с него през 881 г. за римска императрица. През 887 г. тя е обвинена в изневяра с канцлер Луитвард фон Верцели и се оттегля в основания от нея през 880 г. манастир Андлау, където е погребана след смъртта си.
Между 878 и 893 г. Рихарда е била също игуменка на Фраумюнстер в Цюрих.
Тя е почитана в католическата църква като Светия. Нейният почетен ден е 18 септември.